# Святой Дунхад
Дунхад (Дунхад мак Кинн Фаэлад; гэльск. Dúnchad mac Cinn Fáelad; умер 24 марта 717) — святой, настоятель монастыря Айона (710—717). Дни памяти — 24 марта, 25 мая.

## Биография
Святой Дунхад (Dunchad, Dunchadh), или Думхад (Dumhade, Dumhaid) родился в семье потомков Коналл Гулбана. Он стал монахом в Киллохуире (Killochuir) на северо-востоке Ольстера. С 710 года до самой кончины он оставался настоятелем монастыря Айона, Шотландия. Во время настоятельства святого Дунхада святой Эгберт Рипонский (память 24 апреля) окончательно убедил монахов из Айоны принять римские правила, такие как тонзура, Пасхалия, правило св. Бенедикта. Для Беды Достопочтенного это стало окончательным знаком единства из разнообразия, что стало главной темой его «Церковной истории народа англов».
Святой Дунхад считается покровителем Киллклокэра (Killclocair), в архиепархии с центром в Арме. В Донеголе его поминают 25 мая, в то время как в других местах день его памяти отмечают 24 марта.
Святой Дунхад считается покровителем моряков.